# Aaron Dexter
Aaron Dexter (* 11. November 1750 in Malden, Massachusetts; † 28. Februar 1829 in Cambridge, Massachusetts) war ein US-amerikanischer Mediziner und Chemiker an der Harvard University.

## Leben und Wirken
Dexter war der Sohn wohlhabender Farmer. Er erwarb 1776 an der Harvard University einen Bachelor. Anschließend studierte er Medizin bei Samuel Danforth, einem Bostoner Arzt, der sich auch für Chemie interessierte. Dexter arbeitete als Arzt und Apotheker, als Schiffschirurg auf Kaperschiffen und als Importeur von Arzneimitteln.
1783 wurde Dexter neben Benjamin Waterhouse und John Warren einer der drei ersten Professoren an der neugegründeten Harvard Medical School. Dexter unterrichtete Chemie und Materia medica (Arzneimittellehre) und war insbesondere von den französischen Chemikern seiner Zeit beeinflusst, darunter Antoine François de Fourcroy. 1816 wurde Dexter emeritiert, sein Nachfolger wurde John Gorham.
Dexter wurde 1784 in die American Academy of Arts and Sciences gewählt. Er praktizierte bis kurz vor seinem Tod im Massachusetts General Hospital. Dexter war Gründungsmitglied der Massachusetts Medical Society und Präsident der Middlesex Canal Company. Er verkaufte Land seiner Farm in Chelsea, Massachusetts, um Mittel zum Bau eines U.S. Marine Hospitals zu stiften. 1787 begleitete er eine Strafexpedition gegen Daniel Shays. Dexter war Mitglied zahlreicher wohltätiger und gelehrter Gesellschaften, darunter der Massachusetts Historical Society.
Aaron Dexter war seit 1787 mit Rebecca Amory verheiratet, einer Tochter von Thomas Amory. Er starb 1829 im Alter von 78 Jahren. Sein Grab befindet sich auf dem Mount Auburn Cemetery.